# Crack Attack!
Crack Attack! 是自由免费的OpenGL游戏，作者Daniel Nelson基于超级任天堂上的俄罗斯方块制作。在Linux，Windows，Mac OS X上都可以运行，授权采用GNU General Public License。Linux发行版都包含这个游戏。 Mac OS X 由 Jeff Disher移植，还有一位Daniel Aarno也进行移植不过命名改为Mac Crack Attack!。 Aarno的Mac Crack Attack!具有Disher版本欠缺的音频和全屏功能。
版本1.1.10后，Andrew Sayman承担了开发任务 (1.1.14)支持 Linux和Windows。包括了Miguel Ángel Vilela创作的声音，极低的图像模式对抗电脑模式，各种bug修正。
名字为了提示容易上瘾而取，引用吸毒（可卡因）= crack cocaine  玩家可不喜欢这个称谓。

## 游戏方式
- Solo Mode - 单人游戏以最高分为目标
- Two Player Mode / VS computer - 生存模式，看谁存留的更久
- X-treme Mode - 和普通模式相同规则，但是有麻烦的砖块和状况

### 概念
玩家需要消除不断升起的砖块堆，不能到达屏幕顶端。一开始提升很慢，但是随着时间流逝越来越快。3个或更多同色的砖块成纵／横一线将消失。 到达顶部后，玩家有7秒钟时间减少砖块避免游戏结束。砖块消除过程以及垃圾转化为砖块时，短时内砖块停止上涨，时间暂停。到达七秒上限后，玩家只有一秒消除砖块。如果所有垃圾被消除，没有砖块接触顶部，时间又回回到原点。垃圾会在连锁或者说同时消除超过3个砖块后出现。对抗人类时，生成的垃圾会掉到对手那边。只有与垃圾相连的砖块被消除，垃圾才会改变，成为各色砖块。

### 组合／链
完成一次，垃圾就落下了，总数于连锁有关。最高连锁位 x12，但只是图像显示的限制，由于垃圾生成可能突破。

## 其他
重要开源游戏列表